# Prociphilus kuwanai
Prociphilus kuwanai är en insektsart. Prociphilus kuwanai ingår i släktet Prociphilus och familjen långrörsbladlöss. Inga underarter finns listade i Catalogue of Life.